# Superprestige 1996-1997
Navigation
1995-1996 1997-1998
La 15e édition du Superprestige s'est déroulée entre les mois d'octobre 1996 et février 1997. Elle comprenait neuf manches disputées par les élites. Le classement général a été remporté par Adrie van der Poel.

## Barème
Les 15 premiers de chaque course marquent des points pour le classement général suivant le tableau suivant :
| Position           | 1er | 2e | 3e | 4e | 5e | 6e | 7e | 8e | 9e | 10e | 11e | 12e | 13e | 14e | 15e |
| Classement général | 15  | 14 | 13 | 12 | 11 | 10 | 9  | 8  | 7  | 6   | 5   | 4   | 3   | 2   | 1   |

## Hommes élites

### Résultats
| # | Date         | Lieu                                                     | Vainqueur           | Deuxième            | Troisième           | Leader du classement général |
| - | ------------ | -------------------------------------------------------- | ------------------- | ------------------- | ------------------- | ---------------------------- |
| 1 | 1er octobre  | Plzeň (Grand Prix Škoda)                                 | Mario De Clercq     | Marc Janssens       | Erwin Vervecken     | Mario De Clercq              |
| 2 | 1er novembre | Gavere (Cyclo-cross d'Asper-Gavere)                      | Richard Groenendaal | Marc Janssens       | Erwin Vervecken     | Marc Janssens                |
| 3 | 15 novembre  | Gieten (Cyclo-cross de Gieten)                           | Adrie van der Poel  | Richard Groenendaal | Peter Van Santvliet |                              |
| 4 | 20 novembre  | Overijse (Druivencross)                                  | Luca Bramati        | Richard Groenendaal | Adrie van der Poel  |                              |
| 5 | 1er décembre | Sint-Michielsgestel (Cyclo-cross de Sint-Michielsgestel) | Adrie van der Poel  | Richard Groenendaal | Wim de Vos          |                              |
| 6 | 10 décembre  | Diegem (Cyclo-cross de Diegem)                           | Daniele Pontoni     | Wim de Vos          | Mario De Clercq     |                              |
| 7 | 20 décembre  | Milan (Trofeo Mamma & Papà Guerciotti)                   | Adrie van der Poel  | Daniele Pontoni     | Richard Groenendaal |                              |
| 8 | 1er février  | Wetzikon (GP Wetzikon)                                   | Luca Bramati        | Thomas Frischknecht | Radomír Šimůnek sr. |                              |
| 9 | 15 février   | Harnes (Cyclo-cross de Harnes)                           | Adrie van der Poel  | Richard Groenendaal | Luca Bramati        | Adrie van der Poel           |

### Classement général
| Pos | Coureur             | Points |
| --- | ------------------- | ------ |
| 1   | Adrie van der Poel  | 115    |
| 2   | Mario De Clercq     | 92     |
| 3   | Richard Groenendaal | 89     |
| 4   | Luca Bramati        | 85     |
| 5   | Marc Janssens       | 77     |
| 6   | Peter Van Santvliet | 75     |
| 7   | Radomír Šimůnek sr. | 65     |
| 8   | Daniele Pontoni     | 62     |
| 9   | Erwin Vervecken     | 60     |
| 10  | Jérôme Chiotti      | 45     |